# Margita
Margita (serbisch-kyrillisch : Маргита; rumänisch : Mărghita; ungarisch : Nagymargita; deutsch [veraltet]: Groß Margit oder Margit) ist ein Dorf in der Opština Plandište mit knapp einem Kilo Einwohner.